# Atsuo Asami
Atsuo Asami (秋山 万喜夫 Asami Atsuo?) es un astrónomo japonés descubridor de siete asteroides que opera desde su propio observatorio personal, el Observatorio astronómico de Hadano (código MPC 355 Hadano), situado en la ciudad de homónima de la prefectura de Kanagawa en Japón. Asami es además miembro de la Japan Spaceguard Association (JSGA).

## Biografía
Está casado con Akie Asami (1957- ) a la que dedicó el primer asteroide con numeración definitiva de los que descubrió.

## Asteroides descubiertos
Asami tiene acreditado el descubrimiento de siete asteroides en solitario entre 1997 y 1999. El Minor Planet Center acredita sus descubrimientos como A. Asami.